# ミエロペルオキシダーゼ
ミエロペルオキシダーゼ(MPO)はペルオキシダーゼに分類される酵素であり、ヒトではMPO遺伝子にコードされている。
この酵素は好中球に多く存在する。リソソームタンパクの一種であり、好中球ではアズール顆粒に蓄えられる。MPOはヘム色素を持ち、大量に分泌されると膿や粘液を緑に染めることがある。

## 構造
MPOタンパクはおよそ150kDaで、15kDaの軽鎖2本と、グリコシル化され、補欠分子ヘムが結合した重鎖2本からなる二量体である。重鎖の大きさのみが異なる3つのアイソフォームが存在する。7配位、五方両錐形をとるカルシウム結合部位を持つが、このカルシウムは酵素活性に重要である。配位子の内1つがAsp96のカルボキシル基であり、活性中心のHis95に隣接しているためである。

## 機能
MPOは好中球の呼吸バースト中に、過酸化水素(H2O2)と塩化物イオン(Cl-)から次亜塩素酸(HOCl)(またはそのハロゲン等価体)を生産する。このとき補因子としてヘムが必要である。また、過酸化水素を用いてチロシンをチロシルラジカルに酸化することもできる。
次亜塩素酸やチロシルラジカルには細胞毒性があり、細菌などの病原体を殺菌する。

## 阻害剤
アジ化物は長い間MPO阻害剤として使われてきたが、4-アミノ安息香酸ヒドラジド(4-ABH)はさらに特異性の高い阻害剤であることが分かった。

## 遺伝学
ヒトでは17番染色体に乗っている(17q23.1)。

## 疾患
ミエロペルオキシダーゼ欠損症はこの酵素の遺伝的欠損であり、免疫不全の症状を呈する。
抗MPO抗体は様々な血管炎、特に急速進行性糸球体腎炎と好酸球性多発血管炎性肉芽腫症に関与している。これは核周辺型抗好中球細胞質抗体(P-ANCA)として検出され、多発血管炎性肉芽腫症に関連し、細胞質型ANCA(C-ANCA)として検出されるプロテイナーゼ3(PR3)抗体と対照的である。
最近の研究により、MPOレベルと冠動脈疾患の重症度が相関することが分かった。これは、ミエロペルオキシダーゼが動脈硬化の病変と粥腫の不安定性に重要な役割を持つことを示唆する。

## 応用
2003年の研究で、胸痛のある患者に対する、鋭敏な心筋梗塞の予測因子としてMPOを用いる、という可能性が示唆された。それ以来、MPOテストの実用化に向けて100以上の論文が発表されている。Heslop等による最近の研究によると、MPOレベルの上昇は、その後13年間での心疾患による死亡リスクを2倍にする。また、MPOとCRP(C反応性蛋白)を同時に評価することで、CRP単体よりも正確なリスクの予測が可能だった。
MPOによる免疫染色は急性骨髄性白血病の診断において、細胞が骨髄由来であることを示すのに用いられる。だが、最近はより簡便な方法としてフローサイトメトリーがある。また、骨髄性肉腫はMPO染色陽性だが、リンパ腫は陰性である。この2つの疾患は見かけ上類似しているため、この鑑別にMPO染色は重要である。
ミエロペルオキシダーゼは既知のヒトの酵素で唯一、カーボンナノチューブを分解できる。このことは、ドラッグデリバリーシステムに用いるナノチューブが組織に蓄積する、という懸念を和らげるものである。

## 参照
- 緑色腫